# Línea 10 (EMTUSA Gijón)
La línea 10 de EMTUSA conecta Pumarín con el Hospital de Cabueñes en Gijón, Asturias. Se identifica con el azul oscuro.

## Historia
La línea Gijón-Somió (1890) de los tranvías de Gijón tenían un recorrido similar a la parte oriental de la actual línea. La actual línea surgió en 1961 con la unificación de las líneas Plaza del Carmen-Somió y Plaza de San Miguel-Las Mil Quinientas. En 2012 la línea se amplia hasta el Hospital de Cabueñes a la vez que se modifica el recorrido dando mayor servicio a La Arena.

## Pasajeros
La línea 10 transportó en 2019 a 2.596.144 pasajeros siendo la cuarta línea más usada por detrás de las líneas 1, 12 y 15.

## Recorrido
La línea 10 tiene un trazado en forma de «L», siendo su vértice la plaza del Carmen, donde se unen el trazado hacia Somió (este-oeste) con el trazado hacia Pumarín (norte-sur).
Las calles que atraviesa, sentido Pumarín - Hospital de Cabueñes, son:
| Línea 10 Pumarín - Hospital de Cabueñes | Línea 10 Pumarín - Hospital de Cabueñes | Línea 10 Pumarín - Hospital de Cabueñes                          |
| Barrio                                  | Calle                                   | Características                                                  |
| --------------------------------------- | --------------------------------------- | ---------------------------------------------------------------- |
| Pumarín                                 | Severo Ochoa                            | Comienzo de la línea                                             |
| Pumarín                                 | Ramón Areces                            |                                                                  |
| Pumarín                                 | Álava                                   |                                                                  |
| Pumarín                                 | Río Eo                                  |                                                                  |
| Pumarín                                 | Cataluña                                |                                                                  |
| Pumarín                                 | Juan Alvargonzalez                      |                                                                  |
| El Centro                               | Avenida de la Constitución              |                                                                  |
| El Centro                               | Avenida de la Costa                     | Pasa por Plaza Europa pero no para                               |
| El Centro                               | Palacio Valdés                          |                                                                  |
| El Centro                               | Álvarez Garaya                          |                                                                  |
| El Centro                               | Plaza del Carmen                        |                                                                  |
| El Centro                               | Munuza                                  |                                                                  |
| El Centro                               | Moros                                   |                                                                  |
| El Centro                               | Jovellanos                              |                                                                  |
| El Centro                               | Capua                                   |                                                                  |
| El Centro                               | Marqués de Casa Valdés                  |                                                                  |
| La Arena                                | Menéndez Pelayo                         |                                                                  |
| La Arena                                | Emilio Tuya                             |                                                                  |
| El Bibio                                | Avd. de Torcuato Fernández Miranda      |                                                                  |
| El Bibio                                | Pintor Carreño Miranda                  |                                                                  |
| El Bibio                                | Carretera de Villaviciosa               |                                                                  |
| Somió                                   | Profesor Pérez Pimentel                 |                                                                  |
| Somió                                   | Avenida de Dionisio Cifuentes           |                                                                  |
| Somió                                   | Juan Valdés Cores                       |                                                                  |
| Somió                                   | Plaza Villamanín                        | Puede actuar de cabecera en algunos servicios. Antigua cabecera. |
| Somió                                   | Camino de Cabueñes                      |                                                                  |
| Somió                                   | Camino Azales                           |                                                                  |
| Somió                                   | Caleya Avelino                          |                                                                  |
| Cabueñes                                | Travesía de la Laboral                  |                                                                  |
| Cabueñes                                | Los Prados                              | Fin de la línea en el Hospital de Cabueñes                       |

## Flota
La línea está operada principalmente por 7 autobuses híbridos (8 autobuses en caso de horas punta) Mercedes-Benz Citaro modelo estándar adquiridos en 2021.